# 保羅·戈爾茨坦
保羅·戈爾茨坦（英語：Paul Goldstein，1976年8月4日—）是一位美國職業網球運動員。

## 外部連結
- 保羅·戈爾茨坦（英文/西班牙文）的官方資料
- 保羅·戈爾茨坦的國際網球總會 職業／青少年 官方資料（英文）
- 保羅·戈爾茨坦的官方資料（英文）